# Jim Brunzell
James « Jim » Brunzell (né le 13 août 1949 à White Bear Lake) est un catcheur (lutteur professionnel) américain.

## Jeunesse
Brunzell grandit à White Bear Lake et pratique le football américain et l'athlétisme au lycée et y remporte le championnat de l'état du Minnesota de saut en hauteur. Il intègre l'université du Minnesota où il continue à faire du saut en hauteur sautant régulièrement 6′ 6″ (1,98 m) et fait partie de l'équipe de football américain.
Après l'université, il participe à un camp d'entraînement des Redskins de Washington mais le staff de cette équipe décide de ne pas le conserver.

## Carrière de catcheur

### Débuts
Brunzell apprend le catch au camp d'entraînement de Verne Gagne. Il côtoie notamment d'autres futurs grand noms du catch comme Ken Patera, Ric Flair et l'Iron Sheik.